# 고구시정
고구시정(小串町)은 야마구치현 도요우라군에 설치되었던 정이다. 현재의 시모노세키시에 해당한다.